# Saint-Victor-de-Chrétienville

Saint-Victor-de-Chrétienville este o comună în departamentul Eure, Franța. În 1 ianuarie 2022 avea o populație de 439 de locuitori.